# Bonney (Texas)
Bonney é uma vila localizada no estado norte-americano de Texas, no Condado de Brazoria.

## Demografia
Segundo o censo norte-americano de 2000, a sua população era de 384 habitantes. 
Em 2006, foi estimada uma população de 434, um aumento de 50 (13.0%).

## Geografia
De acordo com o United States Census Bureau tem uma área de 
4,3 km², dos quais 4,3 km² cobertos por terra e 0,0 km² cobertos por água.

## Localidades na vizinhança
O diagrama seguinte representa as localidades num raio de 20 km ao redor de Bonney. 